# 太阳制药
太阳制药（Sun Pharmaceutical Industries Limited；商业名称：Sun Pharma）是总部位于印度孟买的一家跨国制药公司，主要在印度和美国生产销售各种制药配方和原料药。
它成立于1983年，2014年收购兰伯西，因此成为印度最大的制药公司。其72%的市场均位于国外，其中美国是最大市场，公司一半的营业额都来自美国。